# Alloclubionoides kimi
Alloclubionoides kimi là một loài nhện trong họ Amaurobiidae.
Loài này thuộc chi Alloclubionoides. Alloclubionoides kimi được Kap Yong Paik miêu tả năm 1974.